# Francesco Zanotto
Francesco Zanotto (* 1794 in Venedig; † 3. Dezember 1863 ebenda) war ein venezianischer Kunsthistoriker.

## Leben und Werk

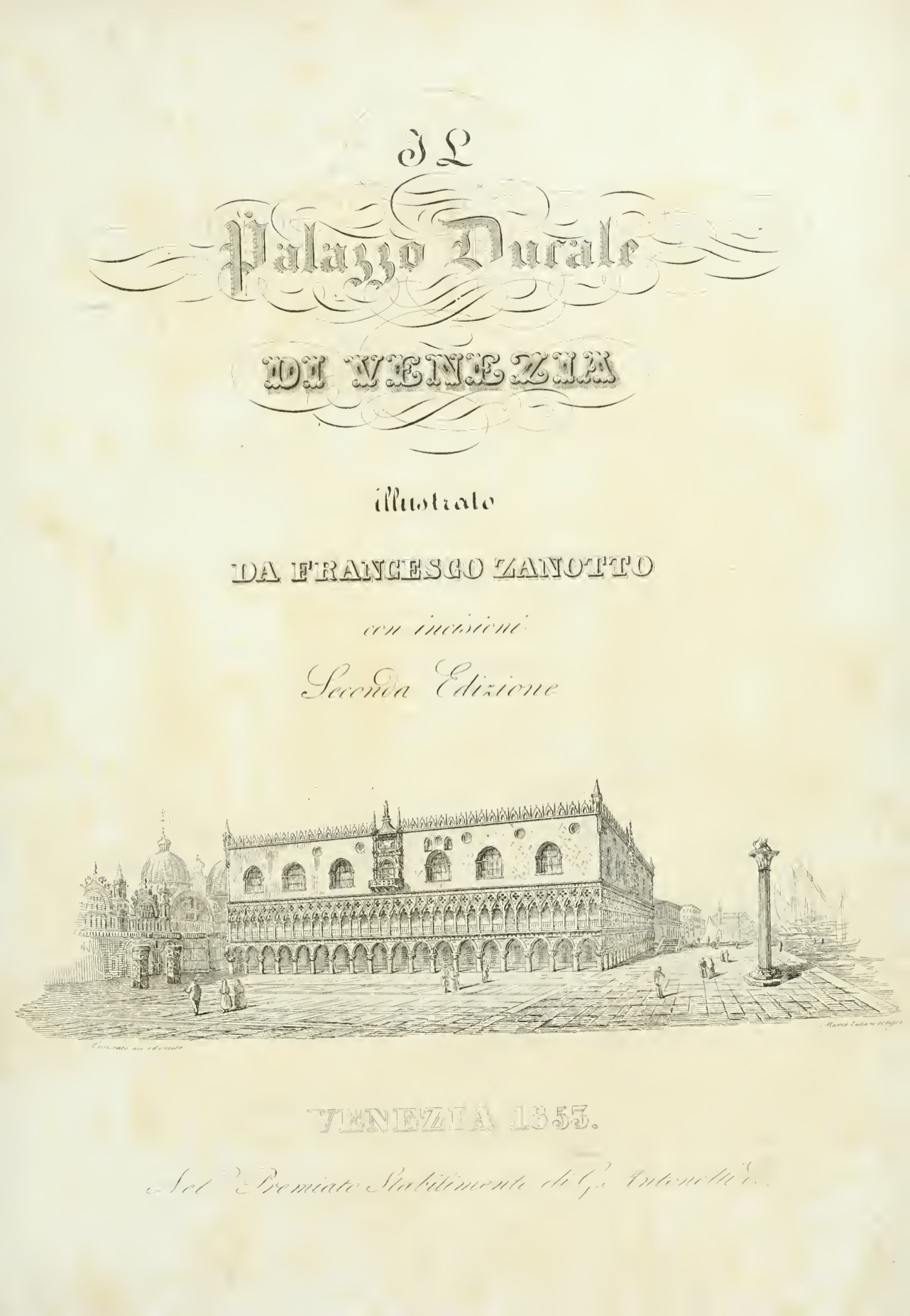
Il Palazzo Ducale di Venezia, Bd. 1, Venedig 1842

Francesco Zanotto wurde 1794, wie Emmanuele Antonio Cicogna überliefert, in eine nicht bekennende jüdische Familie geboren, die im 13. Jahrhundert zu den Cittadini zählte. Er besuchte katholische Schulen, wo sein Interesse für klassische Bildung und Kunst geweckt wurde. So studierte er Kunst und klassische Literatur, um anschließend an der Accademia di belle arti di Venezia zu arbeiten, deren Sekretär seit 1808 Antonio Diedo war. In dieser Zeit, den 1820er Jahren, versuchte er sich in kleinen poetischen Arbeiten, die bei Andreola erschienen, aber auch in Übersetzungen aus dem Griechischen. Diese Themenkreise unterlagen weniger ausgeprägt der französischen, dann der österreichischen Zensur.
Zugleich entstand eine Reihe von Arbeiten zur Kulturgeschichte Venedigs, die die als ruhmreich gesehene Vergangenheit der Republik Venedig im Bewusstsein halten sollten. Zu seinen herausragenden Arbeiten zählten Pinacoteca dell’I.R. Accademia di Belle Arti di Venezia (1831–1836), dann Pinacoteca Veneta ossia Raccolta dei migliori dipinti delle chiese di Venezia illustrati da Francesco Zanotto (1834) und seine Storia della Pittura Veneziana (1837), drei Werke zur Pinakothek der Akademie der Schönen Künste zu Venedig, zu den Gemälden in den venezianischen Kirchen und zur Geschichte der venezianischen Malerei von der Mitte des 13. bis zum frühen 19. Jahrhundert, die bei Antonelli erschienen. 1837 erschien Quaranta quadri classici della scuola veneziana, das sich mit 40 Gemälden der venezianischen Schule befasste.
Zanotto war mit dem Architekten Antonio Diedo und dem Gelehrten Emmanuele Antonio Cicogna befreundet, mit denen ihn ein reger Briefwechsel verband. So reicht die Korrespondenz mit Cicogna bis 1836 zurück. Wahrscheinlich durch Diedos Einfluss wurde er 1843 Socio correspondente des Ateneo Veneto, wie er ihm den Zugang zur Accademia 1841 ermöglicht hatte. Über diese Kontakte lernte er bedeutende Intellektuelle und Künstler kennen, wie Emilio De Tipaldo, Tommaso Locatelli, Giorgio Podestà und Niccolò Tommaseo. Nun konnte er in der Gazzetta privilegiata di Venezia und im Il Gondoliere publizieren, etwa Publikationen zur Kunstgeschichte oder Rezensionen. Auch erschienen Beiträge Zanottos im Emporio artistico e letterario sowie im Il Vaglio. Antologia della letteratura periodica. Geschätzt war auch seine Expertise bei privaten Sammlungen, wie etwa der des Paduaner Grafen Leopoldo Ferri. Bei Publikationen über private Sammlungen spielte er bald eine bedeutende Rolle, so 1838 – im Jahr 1840 erschien eine zweite Auflage – zur Galleria di Gasparo Craglietto.
Dabei widmete er sich seinem Werk über den Dogenpalast, ein Opus, das er unter dem Titel Palazzo Ducale di Venezia ab 1842 zu publizieren begonnen hatte. Es erschien in Faszikeln, deren letzte erst 1861 veröffentlicht wurde. Bei den eher historischen Teilen unterstützte ihn Giovanni Battista Lorenzi. Hinzu kamen Arbeiten zu Einzelkunstwerken, ebenso wie Kataloge zu privaten und öffentlichen Sammlungen.
Durch Odorico Politi wurde er in die Mailänder Gesellschaft eingeführt, reiste über Monza, Lodi, Pavia, Codogno, Como, Piacenza und in das Gebiet des Lago Maggiore. Ab 1846 erschien darüber hinaus monatlich Fiore della scuola pittorica veneziana und ab 1847 Venezia in miniatura e principali vedute e pianta di questa città; er setzte sich also kontinuierlich mit der venezianischen Malschule auseinander und den Veduten und Plänen der Stadt Venedig. Im Gemeinschaftswerk Venezia e le sue lagune erhielt Zanotto die Aufgabe, diese Schule zu illustrieren und eine Liste der Kunstsammlungen in der Lagune zusammenzustellen.
Als Daniele Manin am 22. März 1848 die Republik ausrief, schloss sich Zanotto den Revolutionären an. Er wurde zum Deputierten in seiner Gemeinde Ss. Ermagora e Fortunato gewählt. Er kuratierte die Neuauflage von Gioie, sventure e speranze d’Italia. Canti Repubblicani von Giuseppe Ricciardi, die 1839 in Paris erschienen waren. Im September wurde er Mitarbeiter des Wochenblatts La Formica.
Doch 1848 begann für Zanotto auch eine materiell äußerst schwierige Zeit, denn die Tipografia Antonelli, das Haus, das seine Publikationen größtenteils durchgeführt und ihm ein regelmäßiges Salär zugedacht hatte, wurde in der ausgerufenen Republik gezwungen, seine Pforten zu schließen. Bereits in den beiden Jahren davor hatte Zanotto bei Gaspari, Briseghel und Naratovich drucken lassen. Zudem begann Zanotto zu spielen.
Mit Hilfe des Druckers Giuseppe Hennert – mit dessen Frau Luigia unterhielt er mindestens acht Jahre lang eine außereheliche Beziehung – begann er in seiner Verzweiflung Papiergeld zu fälschen. Die Fälscher wurden jedoch in der Nacht vom 17. auf den 18. Dezember 1848 verhaftet, und am 13. März 1849 wurde Zanotto zu 15 Jahren Haft verurteilt sowie einer hohen Wiedergutmachung von 5.210 Lire. Dieses Urteil, das auch der brillante Anwalt Leone Fortis nicht verhindern konnte, wurde allerdings bereits im Jahr 1849 annulliert, nachdem die Österreicher die Markusrepublik im August 1849 zerschlagen hatten.

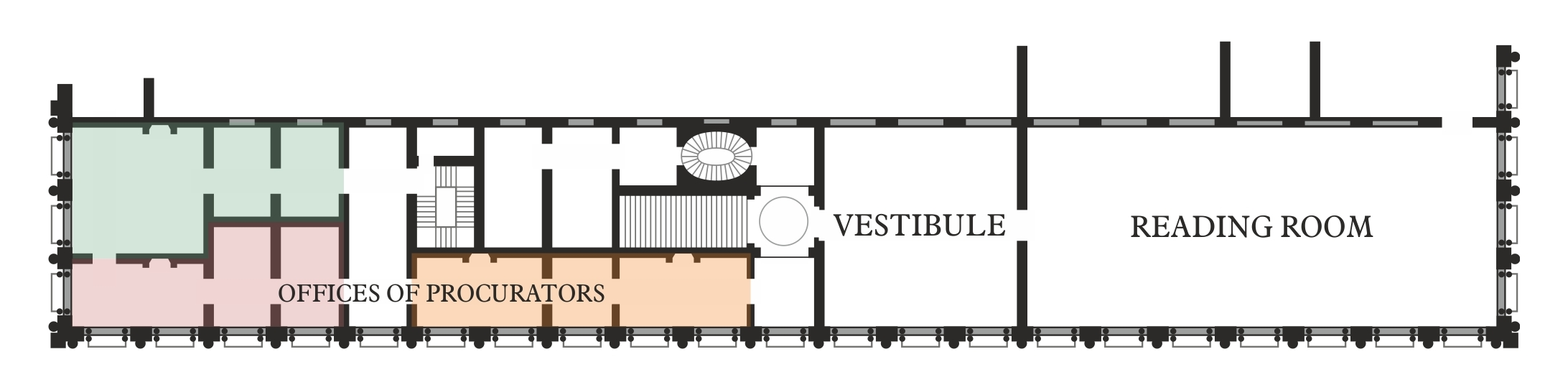
Grundriss der Prokuratien

Zanotto hatte wohl die Zeit seiner Gefangenschaft genutzt. Bereits 1850 erschien die zweite Fassung (auf Französisch) der Pinacoteca Barbini-Breganze, dann die des Venezianers Valentino Benfatto (1856). 1858 folgten die Quadri scelti posseduti da Clemente Bordato, 1861 die Raccolta di quadri classici posseduti da Giovanni Persico e Vincenza de Garriera, 1863 die Raccolta di quadri scelti di Carlo Berra. Zwischenzeitlich brachte er den Nuovissima guida di Venezia e delle isole della laguna im Jahr 1856 heraus. 1862 erhielt er vom Kaiser die Goldene Medaille pro litteris et artibus.
Zanotto starb am 3. Dezember 1863 in seinem Haus in der Calle della Gorna, nahe bei San Zanipolo gelegen, in Anwesenheit seiner Frau Anna Quintavalle, der Kinder und Neffen.

## Werke (Auswahl)
- Pinacoteca dell’Accademia di Belle Arti di Venezia, Tipografia Antonelli, Venedig 1831–1836.
- Storia della pittura veneziana, Antonelli, Venedig 1836.
- Monumenti sepolcrali cospicui veneziani, con illustrazioni storiche ed artistiche, Veladini, Mailand ab 1837.
- Cenni sulla chiesa di San Geremia Profeta in Venezia, Venedig 1838 (gemeint ist San Geremia). (Google Books)
- Fabbriche cospicui venete, Antonelli, Venedig ab 1840.
- Il Palazzo Ducale di Venezia illustrato, 5 Bde., Antonelli, Venedig 1841–1842. (Digitalisat, Bd. 1; Bd. 2; Bd. 3; Bd. 4; Bd. 5)
- Fiore della scuola pittorica veneziana, Gaspari, Venedig 1846.
- Venezia in miniatura, Naratovich, Venedig 1847–1848.
- Nuovissima Guida di Venezia e delle isole della laguna, Giov. Briseghel, Venedig 1856. (Digitalisat)
- Pinacoteca Veneta ossia Raccolta dei migliori dipinti delle chiese di Venezia, Venedig 1858–1860, 1867. (Digitalisat)
- Tavola cronologica della storia veneta, Giuseppe Grimaldo, Venedig 1859. (Google Books)
- I pozzi ed i piombi, antiche prigioni di stato della repubblica di Venezia, Briseghell, Venedig 1876. (Digitalisat)